# Cornelius Newton Bliss

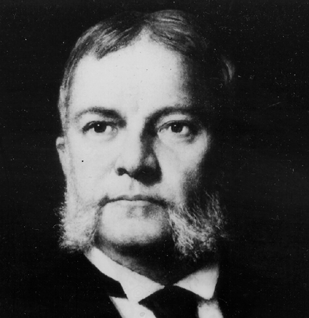
Cornelius Newton Bliss

Cornelius Newton Bliss (* 26. Januar 1833 in Fall River, Bristol County, Massachusetts; † 9. Oktober 1911 in New York City) war ein US-amerikanischer Politiker (Republikanische Partei), der dem Kabinett von US-Präsident William McKinley als Innenminister angehörte.
Bliss wuchs zunächst in Massachusetts auf, ehe er nach New Orleans zog, wo er für seinen Stiefvater arbeitete, der dort im Rechnungswesen tätig war. Nach seiner Rückkehr nach Massachusetts im Jahr 1849 wurde er zunächst Angestellter und später Juniorpartner des Handelshauses Wright & Whitman in Boston. Danach schickte ihn sein Arbeitgeber nach New York, wo er eine Filiale errichten sollte. Nach dem Tod zweier Seniorpartner wurde die Firma in Bliss, Fabyan & Co. umbenannt. Unter diesem Namen zählte sie zu den erfolgreichsten Großhandelshäusern in den USA.
Als entschiedener Verfechter von Schutzzöllen gehörte er zu den Gründern der American Protective Tariff League, der er auch für viele Jahre als Präsident vorstand. Politisch betätigte er sich bei den Republikanern, deren Vorsitzender in New York er von 1887 bis 1888 war. Er hatte großen Anteil am Erfolg von Benjamin Harrison bei der Präsidentschaftswahl 1888. Von 1892 bis 1904 war er Schatzmeister (Treasurer) des Republican National Committee.
Im Kabinett McKinley war Bliss 1897 zunächst als Finanzminister vorgesehen; er lehnte jedoch ab. Stattdessen übernahm er am 6. März 1897 die Leitung des Innenministeriums, dem er bis zum 19. Februar 1899 vorstand. Vor der Präsidentschaftswahl 1900 wurde ihm der Posten des Vizepräsidenten angetragen; auch diesmal verzichtete er. An seiner Stelle kandidierte Theodore Roosevelt, der nach dem Mordanschlag auf Präsident McKinley dessen Nachfolge antrat.
Cornelius Newton Bliss war mit Elisabeth Mary Plummer (1836–1923) verheiratet. Aus dieser Ehe gingen vier Kinder hervor, von denen zwei jedoch das Erwachsenenalter nicht erreichten. Seine Tochter Lillie gehörte zu den Mitbegründern des Museum of Modern Art in New York.